# 본 투 비 블루
《본 투 비 블루》(영어: Born to Be Blue)는 2015년 공개된 캐나다와 영국의 드라마 영화이다.

## 출연진
- 이선 호크 - 쳇 베이커 역
- 카먼 이조고 - 제인 / 일레인 역
- 캘럼 키스 레니 - 딕 복 역
- 스티븐 맥해티 - 체즈니 베이커 시니어 역: 아버지.
- 재닛레인 그린 - 비라 베이커 역: 어머니.
- 토니 나포 - 리드 경관 역
- 케빈 핸처드 - 디지 길레스피 역
- 댄 렛 - 대니 프리드먼 역
- 찰스 오피서 - 볼링장 불량배 역
- 케이티 볼런드 - 세라 역
- 저닌 테리오 - 플로렌스 역
- 바버라 이브 해리스 - 엘시 어주카 역
- 유진 클라크 - 헨리 어주카 역
- 토니 나디 - 니컬러스 역